# Młotkowo
Młotkowo – wieś w Polsce położona w województwie wielkopolskim, w powiecie pilskim, w gminie Wysoka.
We dworze, zbudowanym w latach 1856-59, do końca lat siedemdziesiątych minionego stulecia mieściła siedziba PGR-u. Później popadał on w ruinę przez kilkanaście lat. Jednakże nowi właściciele (od 1993 roku) przywrócili mu dawną świetność. Do dworu prowadzi aleja lipowa, wpisana do księgi obiektów chronionych.
W latach 1975–1998 miejscowość administracyjnie należała do województwa pilskiego.
Zobacz też: Młotkowo-Kolonia, Młotkowo-Wieś